# Agirrio
Agirrio (en griego antiguo: Ἀγύρριος) fue un político y general ateniense, nacido en el demo ático de Colito, que vivió entre la segunda mitad del siglo V a. C. y los primeros decenios del siglo IV a. C.
Reintrodujo la paga de un óbolo, establecida por Cleofonte, para los ciudadanos que acudían a la Ekklesía (Asamblea del pueblo), y que había sido abolida tras la supresión de la democracia al final de la guerra del Peloponeso.
En 395 a. C., reinstauró el subsidio por la asistencia a los espectáculos teatrales (teoricón, θεωρικόν).
Según Jenofonte, en el año 389 a. C. sucedió al fallecido Trasíbulo en el mando naval de la flota del Egeo oriental, que Atenas envió contra la isla de Lesbos.
Fue blanco de los ataques de Aristófanes.